# Гумберт II Савойський
Гумберт II Сильний (італ. Umberto II detto il Rinforzato, 1065-1103) — граф Савойський з 1080 до своєї смерті, батько Аделі Савойської, дружини короля Франції Людовика VI.

## Життєпис
Син Амадея II, графа Мор'єнна, Аости, Савоенс (Савої), й Жанни Женевської. Народився 1065 року. 1080 року після смерті батька успадкував родинні володіння. Втім через молодий вік регенткою стала його бабуся Аделаїда Туринська. 1091 року на момент її смерті місто Аоста остаточно увійшло до домену Савойського дому. Також Гумберт II висунув претензії на частину спадщини Аделаїди Туринської, зрештою поділивши її з Фредеріком де Монбеляром, чоловіком стриєчної сестри Гумберта II. Останній отримав частину Туринського і Сузького маркграфств.
Вже 1092 року за допомогою імператора Генріха IV зумів зайняти землі, що відійшли при поділі до Федеріка де Монбеляра. 1093 року відбив спробив Боніфація Алерамічі, маркграфа Салуццо, чоловіка іншої стриєчної сестри Гумберта II, захопити Туринське маркграфство. 1094 року Гумберт II відбив напад останнього на Асті. Зрештою маркграфства Туринське і Сузьке залишилися за Губертом II, але ці землі виявилися сплюндрованими. Водночас посилилася залежність від імператора.
В подальшому конфліктував з єпископами Мор'єнна і Тарантез, з сеньйорами альпійських долин, очолюваних віконтом де Бріансон, Аймоном де Шамбері і своїм вуйком графом Аймоном I Женевським. В результаті нової війни 1101—1102 років з Боніфацієм дель Васто був змушений відмовитися на його користь від частини Туринського маркграфства. Невдовзі помер 1103 року. Трон спадкував його старший син Амадей III.

## Родина
Дружина — Гізела, донька Вільгельма I, пфальцграфа Бургундії
Діти:
- Амадей (1095—1148), граф Мор'єнни і Савої
- Вільгельм (д/н—1130), єпископ Льєжа
- Рейнальд (д/н—після 1150)
- Гумберт (д/н—1131)
- Аделаїда (1100—1154), дружина: 1) Людовика VI, короля Франції; 2) Мат'є I де Монморансі, конетабля Франції
- Гвідо, абат в Намюрі та канонік у Льєжі
- Агнес (1104—після 1180), дружина Аршамбо VII, сеньйора Бурбона